# Neos Air
Neos S.p.A. è una compagnia aerea italiana controllata interamente dall'operatore Alpitour, con quartier generale a Somma Lombardo. L'hub principale della compagnia è situato presso l'aeroporto di Milano-Malpensa, ma dispone anche di altre basi operative, in particolare quelle di Verona-Villafranca, Bologna e Roma-Fiumicino. Gestisce una flotta composta da Boeing 737-800, Boeing 737 MAX 8 e Boeing 787-9, operando voli nazionali, europei e intercontinentali.

## Storia
La società fu fondata il 22 giugno 2001 e iniziò le operazioni di volo l'8 marzo dell'anno successivo con un Boeing 737-800. Inizialmente nacque come joint venture tra l'IFIL (famiglia Agnelli), all'epoca proprietaria di Alpitour, e il tour operator tedesco TUI. Dal gennaio 2004, anno in cui ha avviato i collegamenti intercontinentali con i Boeing 767-300ER, Neos è totalmente controllata da Alpitour.
Da molti anni Neos collabora con Costa Crociere per trasportare passeggeri dall'Italia a Dubai, ai Caraibi e nel Nord Europa, verso le città che ospitano i porti di partenza e di arrivo delle navi.
Neos ha stabilito il proprio hub principale presso l'aeroporto di Milano-Malpensa e quello secondario a Verona-Villafranca. Opera regolarmente anche dagli aeroporti di Bologna-Borgo Panigale, Bergamo-Orio al Serio e Roma-Fiumicino. Svolge autonomamente la manutenzione dei propri velivoli e di quelli di altri vettori, applicando le norme stabilite dall'European Aviation Safety Agency (EASA). Nella sede principale si effettuano anche l'addestramento dei piloti e del personale di cabina sui Boeing 737-800 e Boeing 787-9, grazie al certificato Type Rating Training Organisation (TRTO) ricevuto nel settembre 2002.

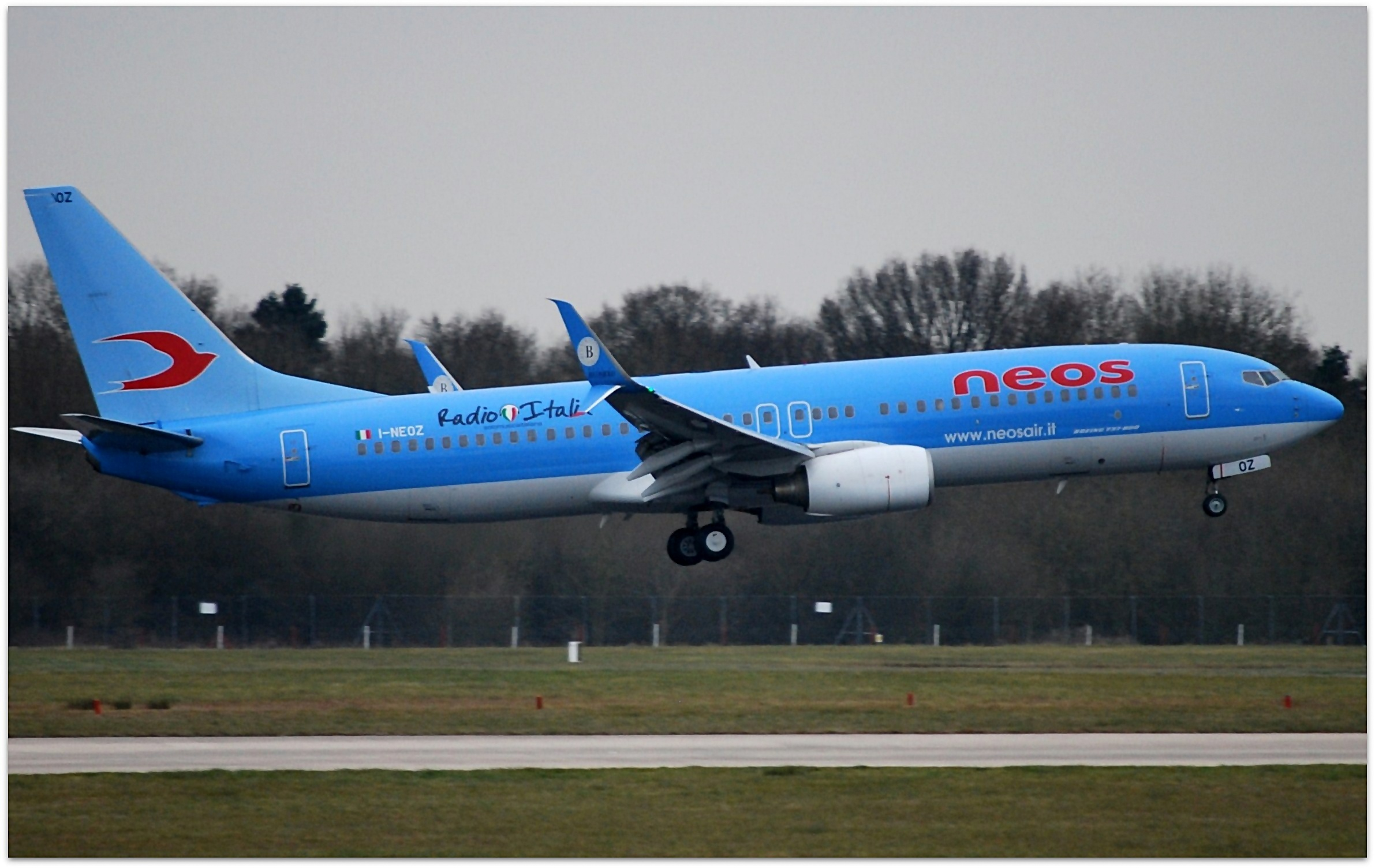
Il Boeing 737-800 I-NEOZ.

Nel gennaio 2011, con l'arrivo del velivolo immatricolato I-NEOZ, i Boeing 737-800 raggiunsero il numero di sei unità. Nel 2014 la società confermò l'ordine per tre Boeing 787 Dreamliner, convertito nel 2016 alla versione -9, entrati in servizio dal 2017 con configurazione a due classi: 28 posti Premium e 331 in Economy. Neos fu la prima compagnia aerea italiana ad aver ordinato il Boeing 787.
A partire da luglio 2016 sono iniziate le prime operazioni verso la Cina, con voli in partenza da Roma-Fiumicino e, successivamente, anche da Milano-Malpensa.
Il 18 dicembre 2017 è atterrato a Milano-Malpensa il primo Boeing 787-9, seguito dal secondo il 30 giugno 2018 e dal terzo a novembre dello stesso anno. Il quarto esemplare, battezzato "Las Americas", è arrivato il 16 settembre 2019. L'8 dicembre 2020 è stato consegnato il quinto Boeing 787-9, dopo la riconfigurazione a Dublino. Il sesto è arrivato il 17 febbraio 2021. Entrambi provenivano dalla flotta della dismessa Norwegian Long Haul.
Il 30 marzo 2021 Boeing ha consegnato i primi due Boeing 737 MAX 8 a Neos. Partiti dagli stabilimenti di Seattle, hanno effettuato uno scalo tecnico a Glasgow per poi arrivare a Milano-Malpensa il giorno successivo. Gli aeromobili sono entrati in servizio a maggio 2021. Altri due esemplari sono stati consegnati a giugno, seguendo lo stesso itinerario.
Nel marzo 2021, Neos ha annunciato l'apertura di rotte passeggeri verso nuove destinazioni in Nord America: New York e Toronto, città verso cui operava già voli cargo. Nel mese di aprile, la compagnia ha ricevuto un'approvazione provvisoria dal Dipartimento dei trasporti degli Stati Uniti d'America. Sempre ad aprile, Neos ha annunciato la rotta Milano–Il Cairo.
Il 21 aprile 2021 Neos è entrata a far parte del programma IATA Travel Pass, risultando la prima compagnia aerea italiana ad aderire. Questo "passaporto digitale", implementato tramite un'app mobile, favorisce la ripresa dei viaggi internazionali post COVID-19, consentendo ai passeggeri di gestire in modo semplice e sicuro i propri spostamenti, nel rispetto dei requisiti sanitari.
Dopo il ritiro dei primi due Boeing 737-800 (ottobre 2022), l’azienda ha aggiunto alla flotta due esemplari più recenti della stessa serie, entrambi ex Nordwind: il primo a dicembre 2022 e il secondo nel marzo 2023. La flotta si è ampliata ulteriormente con l’arrivo, da Seattle, il 7 marzo 2024 del quinto Boeing 737 MAX 8.
Durante la stagione estiva 2024, con l'apertura della tratta Palermo–New York, il Boeing 737-800 immatricolato EI-GRJ, mai entrato in servizio con la livrea aziendale, ha ricevuto una colorazione speciale per promuovere la nuova rotta. A novembre 2024 il velivolo è stato riconsegnato al proprietario. Nel 2025 Neos ha preso in consegna altri tre Boeing 737 MAX 8, raggiungendo così un totale di otto esemplari operativi nella flotta.

## Identità aziendale

### Livrea e immatricolazioni

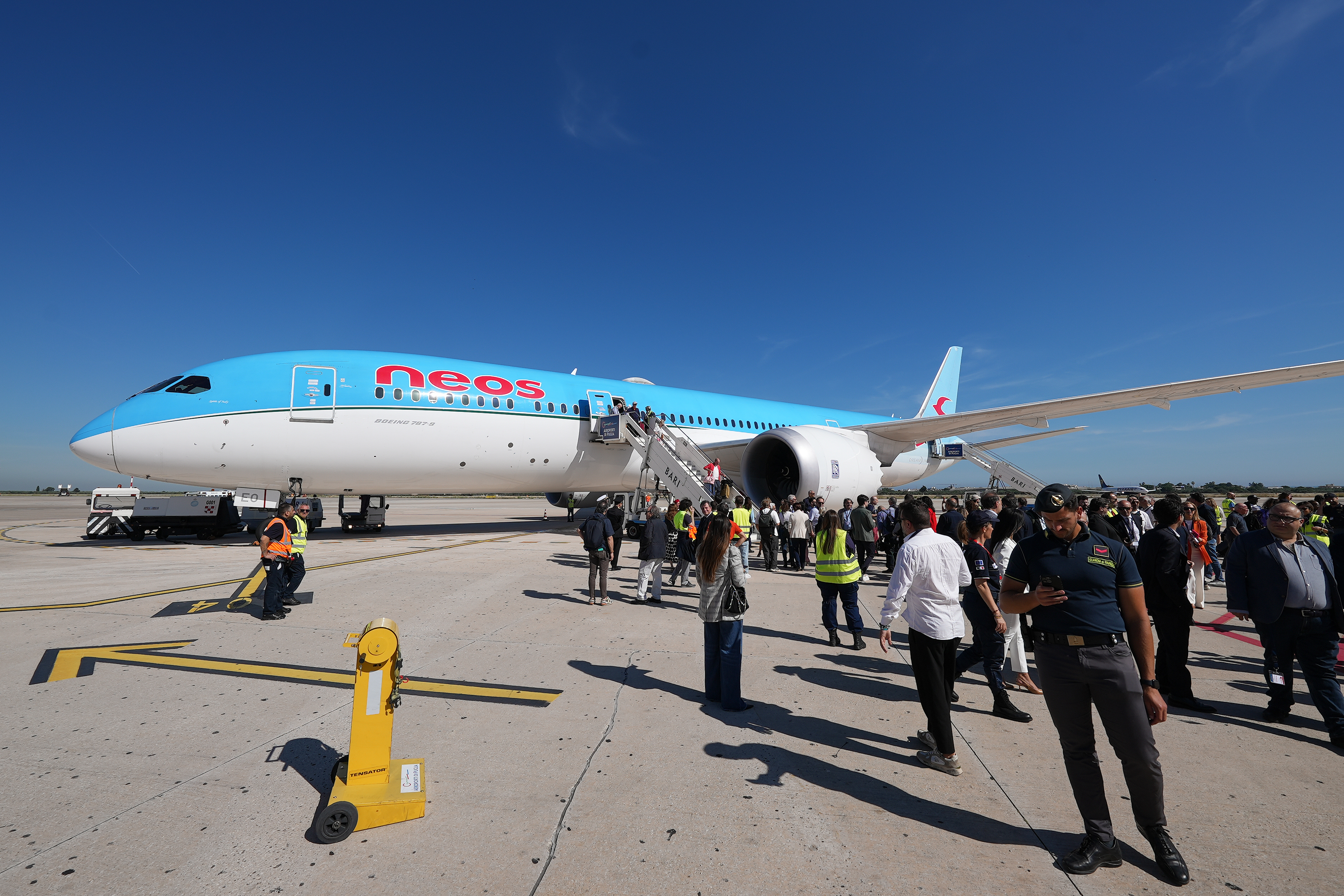
Il Boeing 787-9 EI-NEO all'Aeroporto di Bari-Palese.

Nel corso degli anni, i colori di Neos sono sempre stati ispirati a quelli del partner tedesco TUI. Nel 2017 la livrea è stata aggiornata: il primo velivolo a riceverla è stato EI-NEO, il primo Boeing 787-9, consegnato il 18 dicembre 2017. La nuova livrea presenta la parte superiore della fusoliera color azzurro, contornata inferiormente dal tricolore italiano. La coda include diverse gradazioni di azzurro e, al centro, il logo rosso della compagnia.
Nel 2023 anche I-NEOZ è stato ridipinto. Attualmente I-NEOU è l'unico aereo a conservare la vecchia livrea.
I Boeing 787-9 sono immatricolati in Irlanda, con il prefisso EI. Il suffisso delle registrazioni è stato scelto con particolare cura, richiamando la parola "nuovo" in diverse lingue: "NEO" in greco, "NEW" in inglese, "NEU" in tedesco, "NUA" in irlandese, "NYE" in norvegese e "XIN" in cinese.

## Destinazioni

Aree geografiche dei voli di Neos Air.

Neos effettua voli di linea e charter verso diverse destinazioni internazionali. La compagnia collega l'Europa, inclusi Italia, Grecia, Portogallo, Norvegia, Finlandia e Islanda, oltre al Mediterraneo e le Isole Baleari e Canarie.
Opera inoltre voli verso il Medio Oriente, tra cui Emirati Arabi Uniti, Giordania, Israele e Oman, e verso l'Africa, servendo Kenya, Tanzania, Senegal, Nigeria, Egitto, Tunisia, Capo Verde, Madagascar e Mauritius.
Nel continente asiatico, Neos raggiunge India, Sri Lanka, Thailandia, Cina, Giappone e Kazakistan.
La compagnia è presente anche nelle Americhe, con collegamenti verso Stati Uniti, Canada, Messico, Colombia, Cuba, Repubblica Dominicana e Giamaica.
Infine, offre voli verso mete tropicali e di lungo raggio come le Maldive e l'Oceano Indiano.

### Accordi commerciali
Al 2025, Neos Air ha accordi di code sharing con le seguenti compagnie:
- Albawings[22]
- ITA Airways[23]
- easyJet Europe[24]
- Air Astana[25]

## Flotta

### Flotta attuale

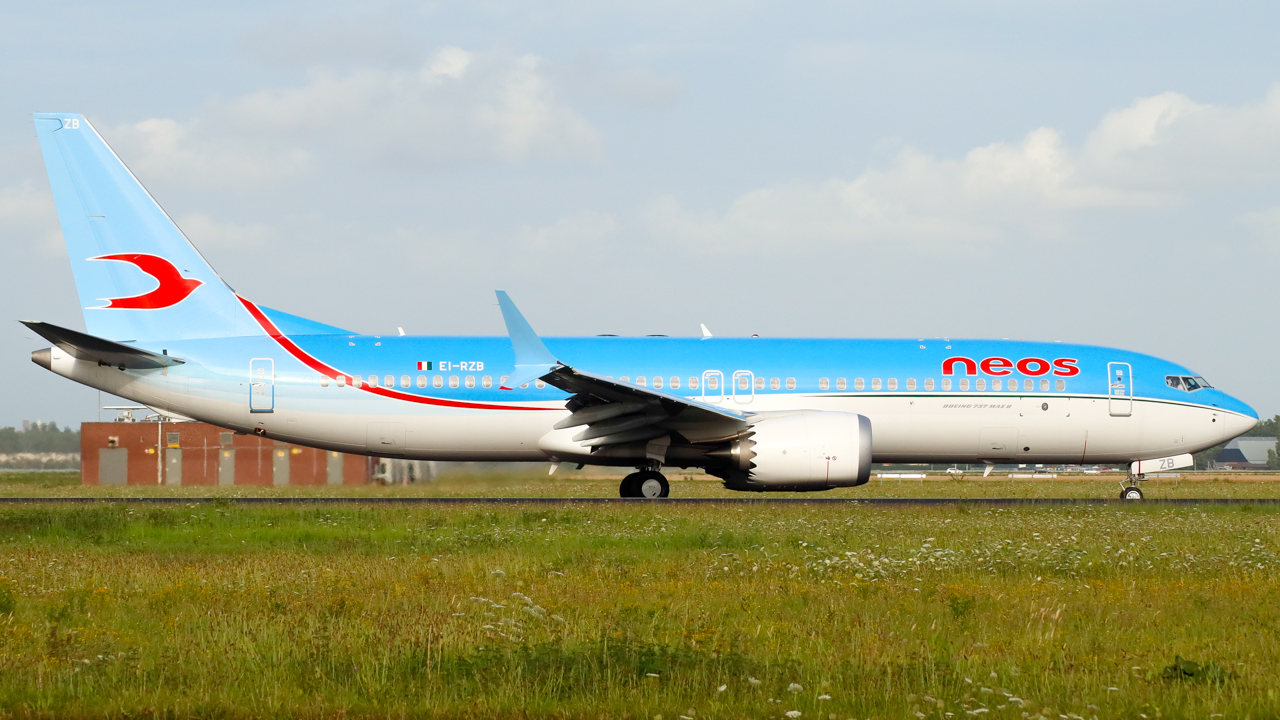
Un Boeing 737 MAX 8.

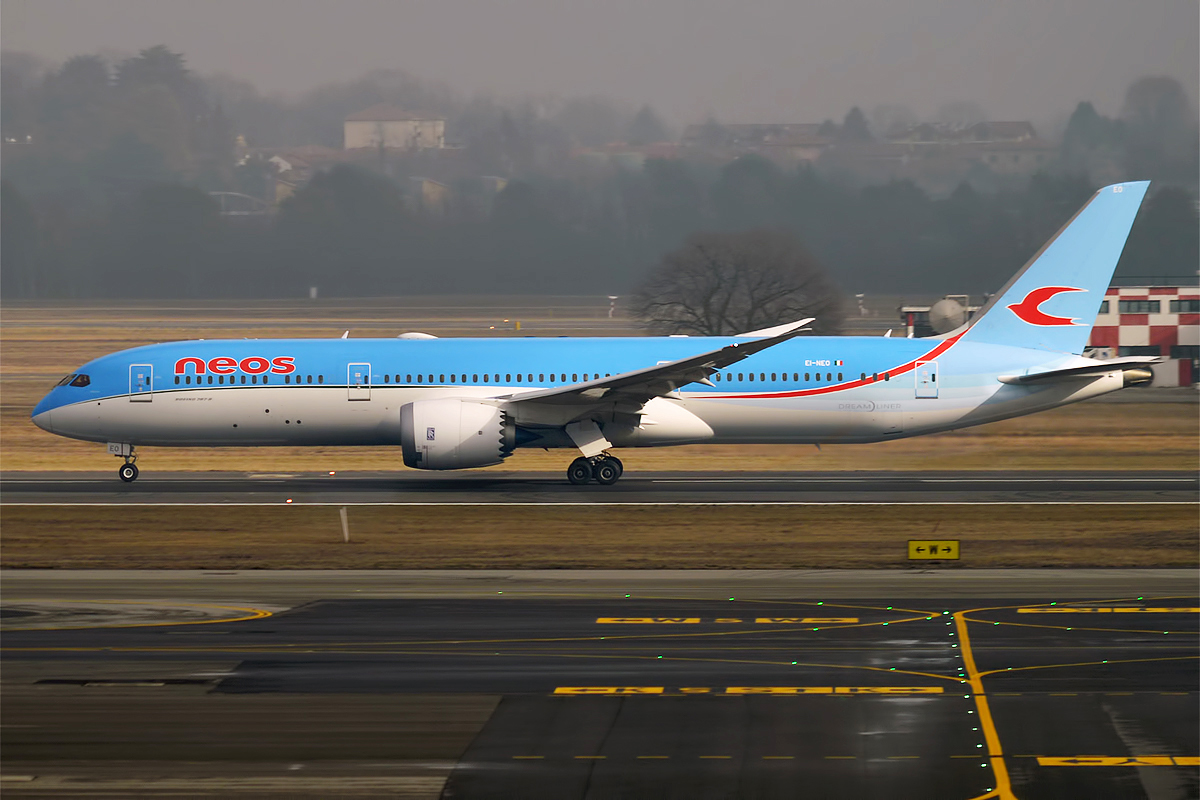
Un Boeing 787-9.

A luglio 2025 la flotta di Neos Air è composta dai seguenti aeromobili:

### Flotta storica

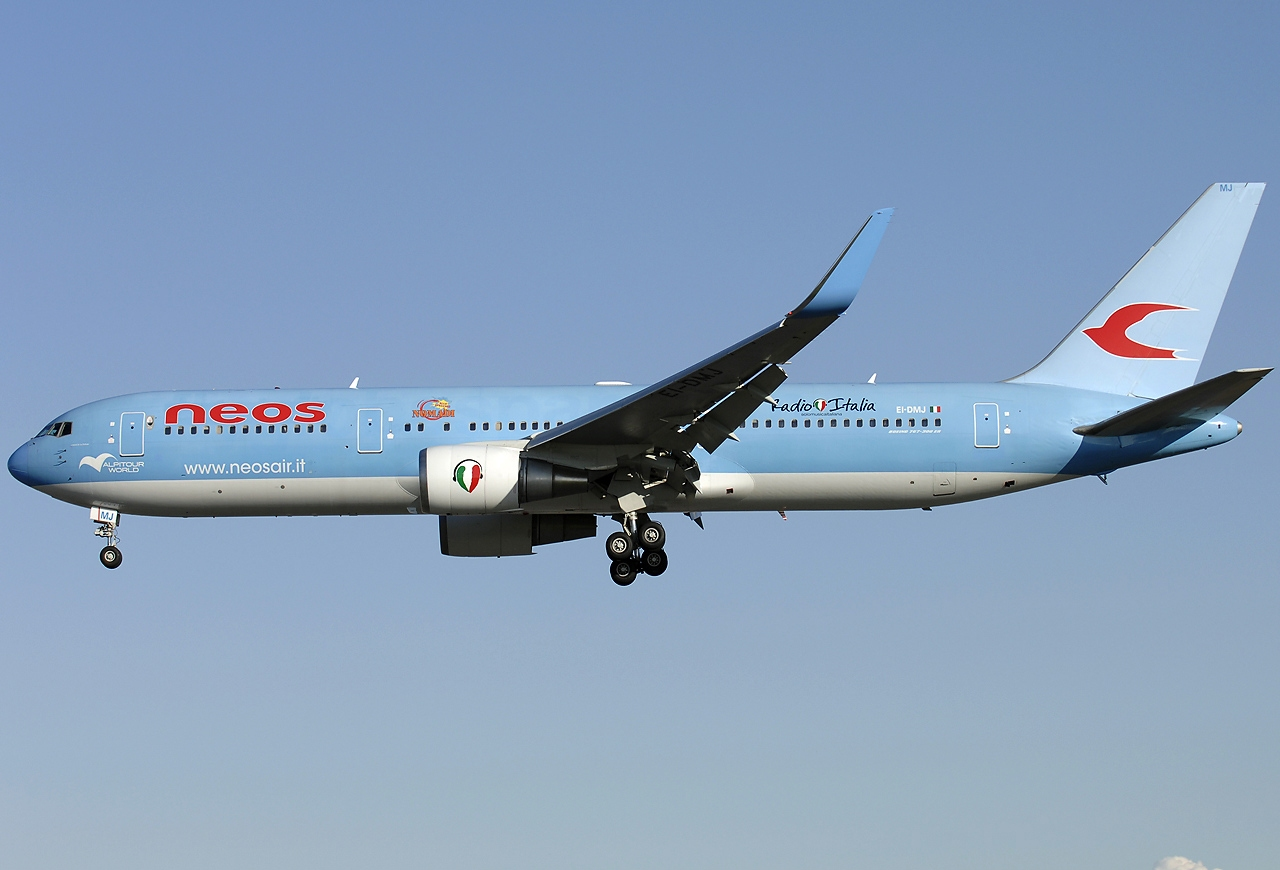
Uno ex Boeing 767-300ER della compagnia.

Neos Air operava in precedenza con i seguenti aeromobili: